# Radio Bremen Krimipreis
Radio Bremen Krimipreis är ett tyskt litteraturpris för årets bästa kriminalroman, som delas ut av Radio Bremen. Priset är på 2 500 euro. 

## Pristagare
- 2001 – Friedrich Ani
- 2002 – Frances Fyfield
- 2003 – Anne Chaplet
- 2004 – Åke Edwardson
- 2005 – Veit Heinichen
- 2006 – Polina Daschkowa
- 2007 – Oliver Bottini
- 2008 – Gianrico Carofiglio
- 2009 – Stefan Slupetzky
- 2010 – Arne Dahl
- 2011 – Elisabeth Herrmann
- 2012 – Kate Atkinson
- 2013 – Jörg Maurer
- 2014 – Zoë Beck
- 2015 – Merle Kröger
- 2016 – Liza Marklund
- 2017 – Simone Buchholz